# Călău

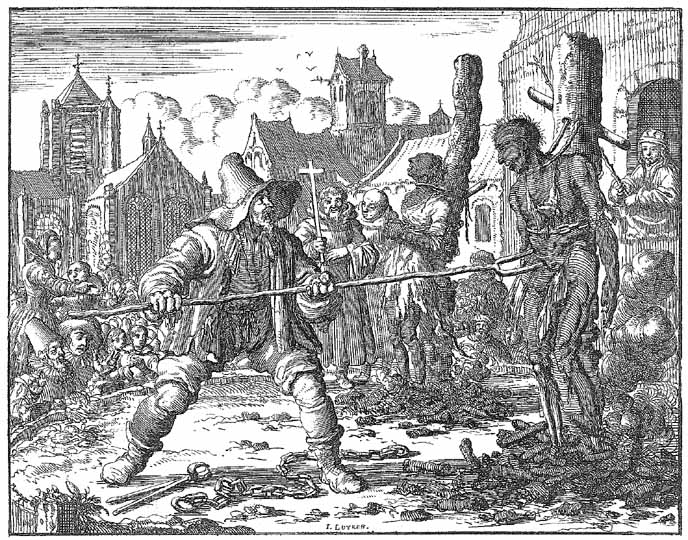
Executare la moarte de către călău

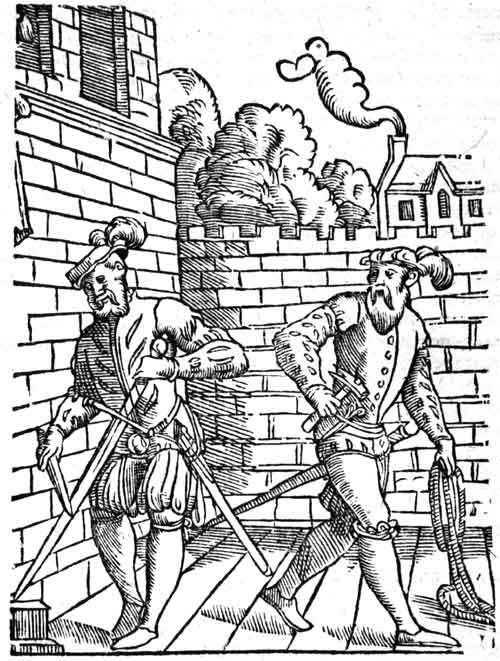
Călău care face pregătirile pentru executare la moarte

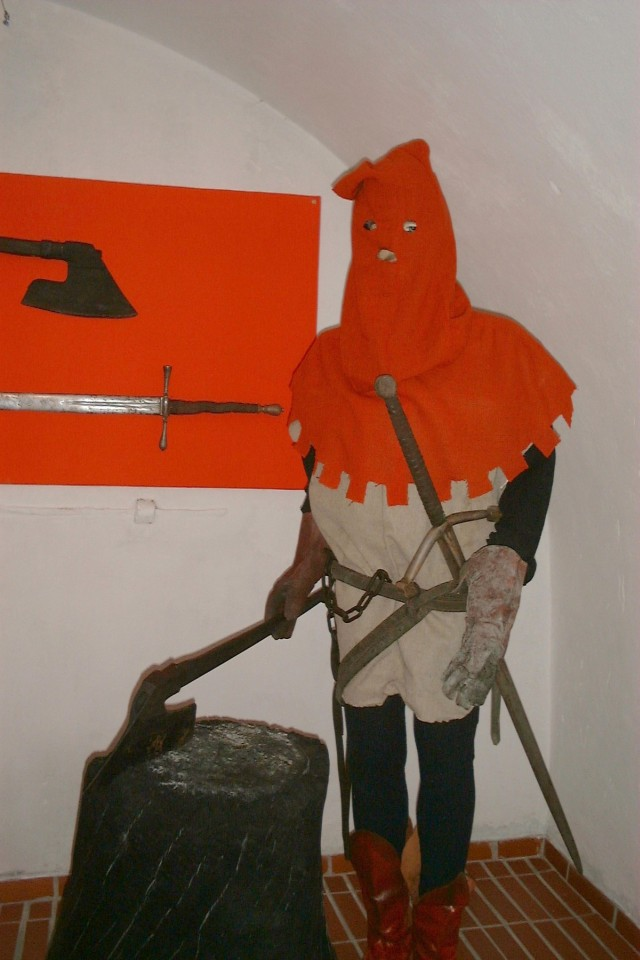
Reprezentare modernă a unui călău tipic

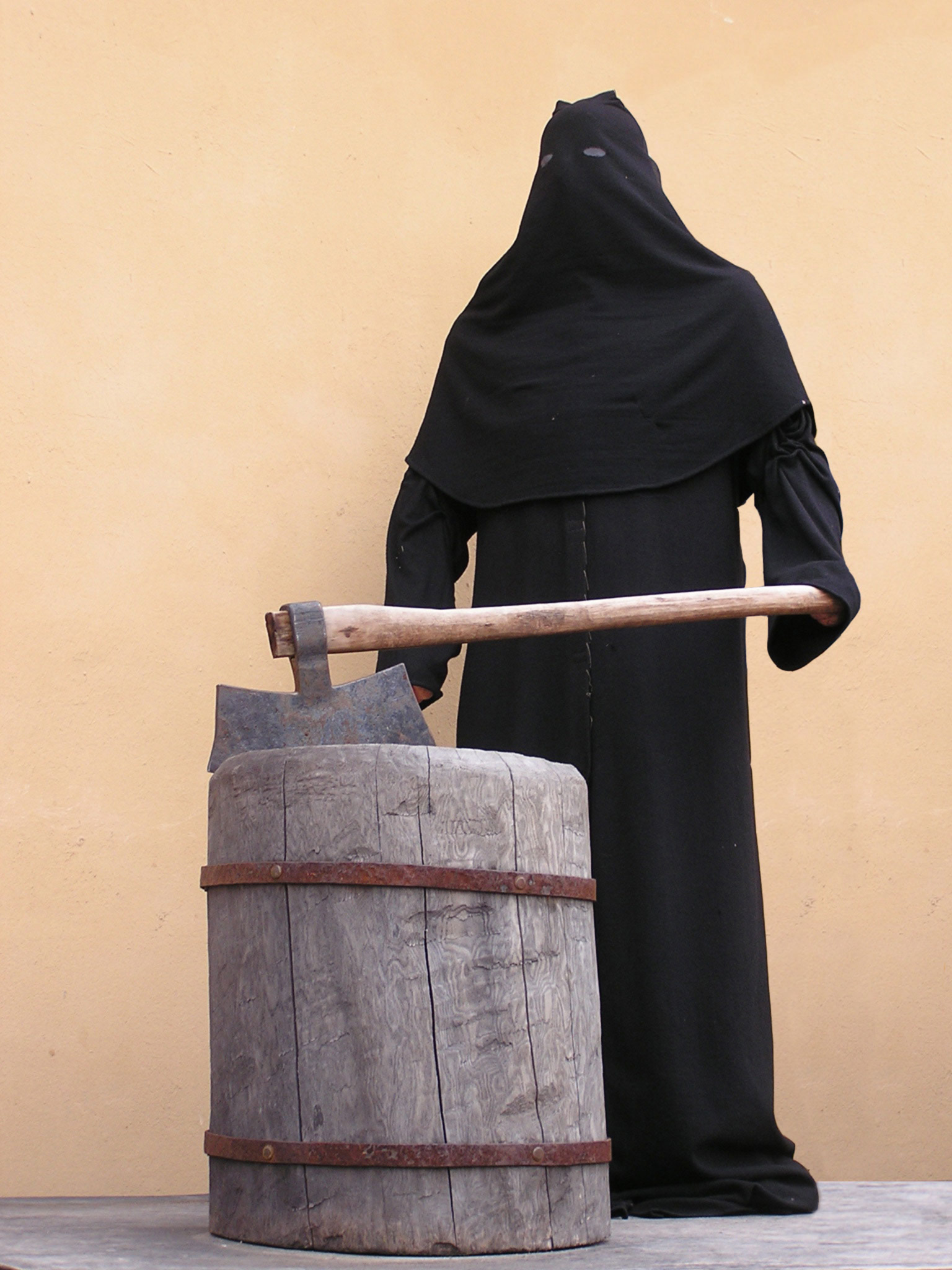

Călăul sau „gâdele” era o profesie plătită în trecut, mai ales în perioada Evului Mediu; rolul călăului era să îndeplinească executarea la moarte a unui om osândit de un tribunal prezidat de exemplu de un monarh, inchiziție, tribunal nobiliar etc.
Deja din timpul romanilor prin secolul XII și XIII erau stabilite unele reguli a execuției la moarte în Codex Justinianus.
Această execuție la moarte consta prin decapitare, spânzurare, ardere pe rug, tragere pe roată, putând fi precedată de metode de schingiuire ca „patul lui Procust”.

## Scop și profesie
Călăul a fost de obicei prezentat cu un mandat care îl autorizează sau îi ordonă să execute sentința. Mandatul asigura călăul de acuzații de crimă. 
Exemple de asemenea de execuții în istorie sunt cu scopul stabilirii succesiunii pe tron, suprimarea ereziei, a unor răscoale, revoluții, ca și a unor reforme religioase sau politice:
- arderea pe rug a vrăjitoarelor, femeilor prostituate, sau pentru erezie (Giordano Bruno, Jan Hus)

- omorârea prin schingiuire a lui Gheorghe Doja, capilor din Răscoala lui Horia, Cloșca și Crișan

- În timpul Revoluției franceze din 1789 s-a folosit ghilotina pe eșafod pentru decapitarea osândiților.

- O altă metodă de execuție folosită de militari era prin împușcare de către un pluton de execuție.

- În prezent pedeapsa cu moartea mai este practicată în unele țări arabe prin tăierea capului, sau mutilarea prin tăierea mâinii, ca și în SUA prin folosirea scaunului electric, injectarea unui toxic, sau gazarea condamnatului.